# Семёнов, Николай Григорьевич
Николай Григорьевич Семёнов (12 апреля 1874 года, Москва — 26 августа 1938 года,Москва) — русский и советский военный деятель, комдив (1935).

## Биография
Православный. Родился 12 апреля 1874 года в семье мещан.
Окончил Александровское коммерческое училище в 1894 году и Алексеевское военное училище в 1897 году, после которого поступил на учебу в Николаевскую академию генерального штаба, которую закончил в 1904. Одновременно с 1894 служил подпоручиком во 2-м гренадерском Ростовском полку. С 1904 Штабс-капитан во 2-м гренадерском Ростовском полку. С 1905 по 1912 исполнял должность Старшего адъютанта штаба 9-й кавалерийской дивизии. В 1912 году получил звание полковника, с того же года — Старший адъютант штаба Виленского ВО.

### Первая мировая война
Активный участник Первой мировой войны. С 1914 по 1915 — Исполняющий должность начальника штаба 43-й пехотной дивизии. С 1915 по 1917 назначен командиром 102-го пехотного Вятского полка. Награждён Георгиевским оружием. В 1917 году занимал должность командующего 84-й пехотной дивизией. Последний чин в старой армии — генерал-майор.

### Гражданская война
В 1918 году добровольно вступил в РККА. С сентября 1918-го — начальник штаба 2-й армии Восточного фронта. С ноября 1918 по июнь 1919 года занимал должность начальника 39-й стрелковой дивизии. В 1919 состоял командующим 12-я армией (РККА). С ноября 1920 по ноябрь 1921 — начальник административного управления Полевого штаба Реввоенсовета Республики, одновременно с этой должностью — начальник 28-й стрелковой дивизии.

### Советский период
После Гражданской войны — на преподавательской работе. С 1921 — помощник инспектора, затем инспектор пехоты Штаба РККА. С 1922 по 1924 — помощник начальника Высших академических курсов. С 1924 — старший руководитель тактики Военной академии РККА. В 1931 арестован по делу «Весна». осужден на 5 лет ИТЛ. Освобожден досрочно в 1934. В том же году присвоено ученое звание доцента.
В 1935 получил звание комдив. С января 1937 — начальник кафедры организации и мобилизации войск Военной академии РККА имени М. В. Фрунзе.

## Арест и гибель
Арестован 11 мая 1938 года. Обвинялся в участии в контрреволюционной офицерской монархической организации. Военной коллегией Верховного суда СССР был приговорен к расстрелу. Приговор приведен в исполнение 26 августа 1938 года. Реабилитирован Военной коллегией Верховного суда СССР 27 сентября 1962 года.